# Agildo Barata
Agildo da Gama Barata Ribeiro (Rio de Janeiro, 1 de julho de 1905 — Rio de Janeiro, 14 de agosto de 1968) foi um militar e político brasileiro, um dos tenentes revolucionários liderado por Juarez Távora.
Foi colega de turma e amigo pessoal de Ernesto Geisel durante o curso na Escola Militar do Realengo e no governo da Paraíba, onde era chefe de polícia. Com a guinada de Agildo para o comunismo, Geisel se afastou dele.
Aderiu a Revolução Constitucionalista de 1932, um levante contra regime ditatorial então vigente e que visava a reconstitucionalização do país. Contudo, foi preso no Rio de Janeiro após o início do conflito e ficou preso até o fim do movimento, quando então foi enviado para o exílio em Portugal junto de outros líderes do movimento, tendo retornado em 1934 com a anístia. Naquele país, continuou seus estudos que o fizeram se aproximar do socialismo.
Em 27 de novembro de 1935 o capitão Barata fazia parte do 3° Regimento de Infantaria em na Praia Vermelha, participando da Intentona Comunista, comandada por Luís Carlos Prestes.
Eleito vereador do Rio de Janeiro em janeiro de 1947, teve seu mandato cassado no ano seguinte após o PCB ter sido colocado na ilegalidade.
Deixou o PCB após uma tentativa de reforma nas estruturas partidárias, depois de ter ficado abalado com a divulgação do relatório de Nikita Kruschev no XX Congresso do Partido Comunista da União Soviética, que havia denunciado os crimes de Stálin.
Pai do ator e humorista Agildo Ribeiro.

## Obras
- O Generalíssimo Stalin, chefe militar (1949);
- Figuras do Movimento Operário: Hermenegildo de Assis Brasil (1950);
- Vida de um revolucionário (1962).